# 猴面包树大道

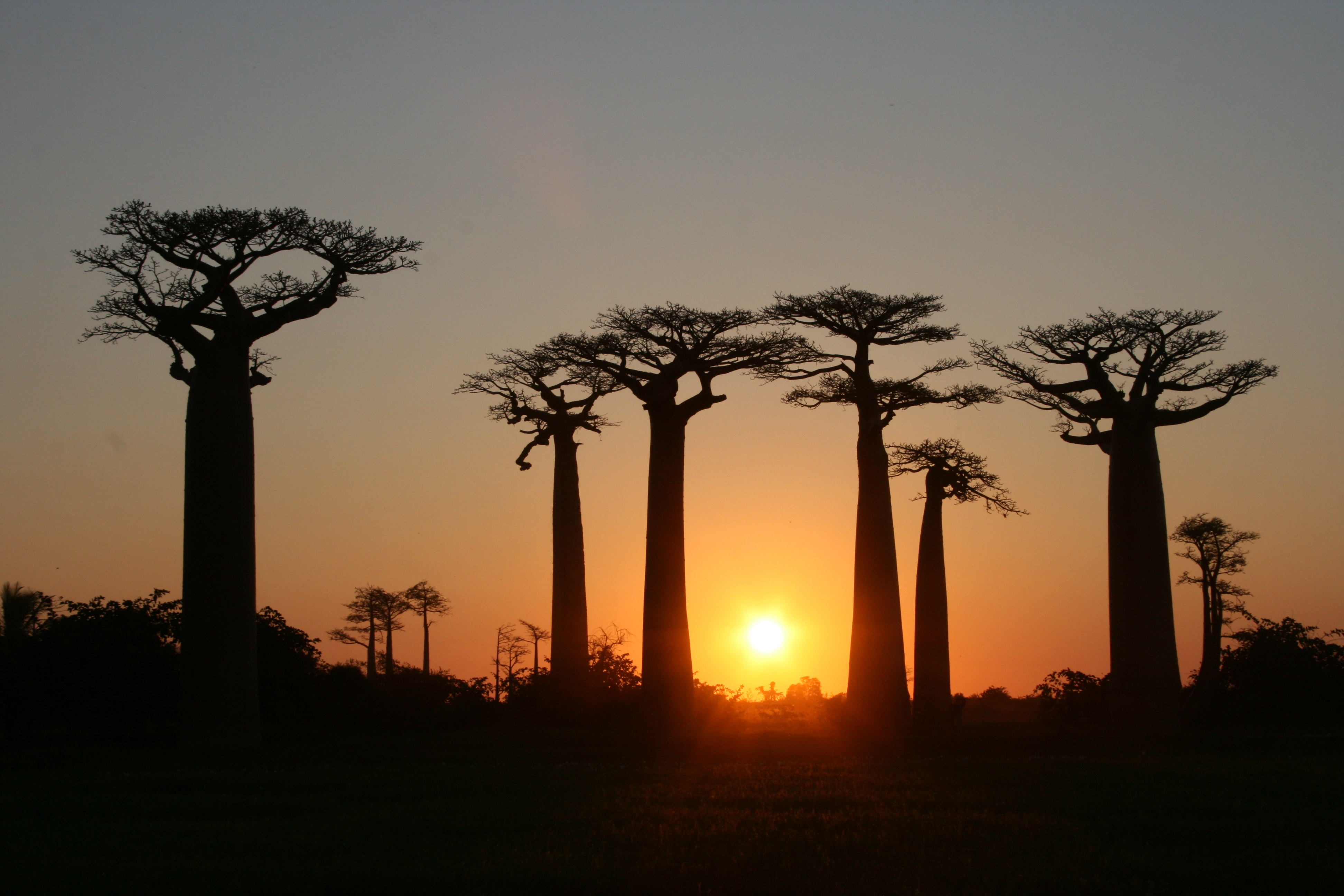
落日下的猴面包树大道

猴面包树大道（法語：Allée des baobabs）由馬達加斯加西部穆龙达瓦和貝盧-齊里比希納附近的一片大猴面包树林夾道而成。它是該地區的主要旅遊景點之一，2007年馬達加斯加環境部開始逐步對該地區進行保護，但其名義上並不是國家公園。
這條大道約有260（850英尺）長，兩邊共有20多棵原產於馬達加斯加的大猴面包树（Adansonia grandidieri），樹高約30（98英尺）。
這些樹的樹齡最高2800岁，當地人稱“renala”（馬拉加斯語意為“森林之母”）。它們是曾經存在于此地的熱帶雨林的孑遺，隨著當地人口的擴張，大量樹木遭到砍伐使得現在只殘留數棵。

## 外部連接
- YouTube上的Alley of Baobabs, Madagascar - Conservation International